# Santa Baby
Santa Baby  è una moderna e famosa canzone natalizia statunitense, scritta da Joan Javits, Philip Springerbe Tony Springer (anche se l'attribuzione anche a quest'ultimo autore pare inesatta), interpretata per la prima volta nel 1953 da Eartha Kitt da cui fu incisa nuovamente anche nel 1963.
Il brano è stato in seguito "ripreso" da altri cantanti, soprattutto da interpreti femminili (quali Marilyn Monroe, Madonna, Kylie Minogue, The Pussycat Dolls, Doja Cat ecc.)..

## Testo
Il testo è tutto fuorché la rappresentazione di un Natale caritatevole, cliché della stagione comune anche a molte canzoni natalizie, bensì è la raffigurazione dell'aspetto consumistico della festa portato agli eccessi.

Santa Baby parla infatti di una donna che si rivolge a Babbo Natale per chiedergli regali futili e costosi quali pellicce, yacht, gioielli, e un anello di fidanzamento.

## Classifiche
Versione di Eartha Kitt
| Classifica (2020-23) | Posizione massima |
| -------------------- | ----------------- |
| Austria              | 55                |
| Canada               | 42                |
| Francia              | 92                |
| Germania             | 68                |
| Irlanda              | 43                |
| Lituania             | 66                |
| Paesi Bassi          | 81                |
| Regno Unito          | 44                |
| Stati Uniti          | 20                |
| Svezia               | 82                |
| Svizzera             | 38                |

Versione di Kylie Minogue
| Classifica (2000-2024) | Posizione massima |
| ---------------------- | ----------------- |
| Australia              | 44                |
| Austria                | 27                |
| Croazia                | 40                |
| Germania               | 23                |
| Irlanda                | 52                |
| Lituania               | 100               |
| Paesi Bassi            | 46                |
| Portogallo             | 109               |
| Regno Unito            | 31                |
| Svizzera               | 57                |

Versione di Michael Bublé
| Classifica (2011-2019) | Posizione massima |
| ---------------------- | ----------------- |
| Australia              | 97                |
| Regno Unito            | 192               |

## Versioni discografiche e reinterpretazioni
Oltre che da Eartha Kitt, il brano è stato inciso e/o interpretato, tra gli altri, anche da:
- Marilyn Monroe
- Madonna in A Very Special Christmas (1987)
- Everclear in  KROQ Kevin & Bean: A Family Christmas in Your Ass (1997)
- Natalie Merchant in A Very Special Christmas 3 (1997)
- Kylie Minogue in Lato B del singolo Please Stay (2000) e in Kylie Christmas (2015)
- Macy Gray in Mona Lisa Smile (2001)
- Faith Evans in A Faithful Christmas (2005)
- The Pussycat Dolls (2005)
- The Swingle Singers in ...unwrapped (2006)
- Les Paul singolo discografico (2006)
- Boney James in Christmas Present (2007)
- Kellie Pickler in Hear Something Country Christmas (2007)
- Taylor Swift inSounds of the Season: The Taylor Swift Holiday Collection (2007)
- Kate Ceberano in Merry Christmas (2009)
- Sugababes singolo promozionale (2009)
- Michael Bublé in Christmas (2011)
- Ariana Grande in Christmas Kisses (2013)
- Miss Piggy dei Muppets in A Green and Red Christmas (2016)
- Trisha Yearwood in Christmas Together (2016)
- Gwen Stefani in You Make It Feel like Christmas (2017)
- Me First and the Gimme Gimmes (2018)
- Kelly Clarkson in When Christmas Comes Around... (2021)
- Alicia Keys in Santa Baby (2022)
- RuPaul singolo discografico (2022)

### Interpretazioni in serie televisive, eventi e concerti dal vivo
Di seguito sono riportate reinterpretazioni di Santa Baby di particolare rilievo:
- Shakira al Christmas in Rockefeller Center (2009)
- Naya Rivera nella serie televisiva Glee (2011)